# Луцій Апроній Цезіан
Луцій Апроній Цезіан (лат. Lucius Apronius Caesianus; ? — після 39) — військовий та державний діяч Римської імперії, консул 39 року.

## Життєпис
Походив зі стану вершників Апроніїв. Син Луція Апронія, консула-суффекта 8 року. Військову кар'єру розпочав під проводом батька. Під час війни з Такфарінатом, вождем повсталих нумідійців, командував кіннотою у 20 році. У 32 році став претором. Потім деякий час брав участь у бойових діях у провінції Нижня Германія, але без особливого успіху. По поверненню до Риму увійшов до колегії септемвірів епулонів.
У 39 році став консулом разом з імператором Калігулою. У червні Апронія замінив консул-суффект Авл Дідій Галл. За часів Клавдія отримав звання патриція. Подальша доля невідома.